# 林轉入門入
第七世林門入（1730年—1757年），日本圍棋棋手，本名不詳。
因為第六世林門入的急逝，並無指名繼承人，於是由春碩因碩的徒弟轉入繼任，是為第七世林門入，後世為了區分，多稱林轉入門入，但也被認為是六世門入的姪子，所以本名有可能為岡田轉入。
1750年與剛被立為跡目的師兄春達一起出賽御城碁，於任內皆住在井上家，林家諸項事宜皆被師父春碩把持，與春碩一同抵制當時想升上名人碁所的本因坊察元。
1757年9月23日突然去世，並無立定繼承人，由本因坊道知的門徒井田道祐的兒子井田佑元繼任，是為第八世林門入。

## 外部連結
日本圍棋故事